# Album – Generic Flipper
Album – Generic Flipper – pierwsza płyta zespołu Flipper wydana w 1982 roku przez firmę Subterranean Records.

## Lista utworów
1. „Ever”
2. „Life Is Cheap”
3. „Shed No Tears”
4. „(I Saw You) Shine”
5. „Way Of The World”
6. „Life”
7. „Nothing”
8. „Living For The Depression”
9. „Sex Bomb”

## Twórcy
- Bruce Loose – wokal
- Ted Falconi – gitara
- Will Shatter – gitara basowa, wokal
- Steve DePace – perkusja